# Đinh Thanh Trung
Đinh Thanh Trung (* 24. Januar 1988 in Hà Tĩnh) ist ein vietnamesischer Fußballspieler.

## Karriere

### Verein
Đinh Thanh Trung stand bis Ende 2011 beim Hòa Phát Hà Nội FC unter Vertrag. Der Verein aus Hanoi spielte in der höchsten Liga des Landes, der V.League 1. Die Saison 2012 stand er beim Ligakonkurrenten Hà Nội FC (1956) unter Vertrag. 2013 wechselte er zum Zweitligisten Quảng Nam FC. Mit dem Verein aus Tam Kỳ wurde er Ende der Saison Meister der zweiten Liga und stieg in die erste Liga auf. 2017 wurde er mit dem Verein vietnamesischer Fußballmeister. Im gleichen Jahr gewann er mit Quảng Nam den Supercup. Das Spiel gegen PVFC Sông Lam Nghệ An gewann man mit 1:0.

### Nationalmannschaft
Đinh Thanh Trung spielte von 2010 bis 2018 23-mal in der vietnamesischen Nationalmannschaft. Mit dem Team nahm er 2010, 2014 und 2016 an der Südostasienmeisterschaft teil.

## Erfolge
Quảng Nam FC
- V.League 2: 2013  ▲
- V.League 1: 2017
- Vietnamesischer Supercup: 2017